# 津軽尾上駅
津軽尾上駅（つがるおのええき）は、青森県平川市にある弘南鉄道弘南線の駅である。駅番号はKK 08。

## 歴史
- 1927年（昭和2年）7月1日：開業。
- 1950年（昭和25年）7月1日：当駅 - 弘南黒石駅間開業に伴い中間駅となる。
- 1979年（昭和54年）
  - 7月1日：貨物取扱廃止。
  - 9月7日：駅舎新築。
- 1980年（昭和55年）9月10日：業務委託化。
- 2002年（平成14年）：東北の駅百選に選定される。
- 2007年（平成19年）3月31日：駅舎に併設していた弘南生協尾上店が閉店。

## 駅構造
島式ホーム1面2線を持つ地上駅。列車交換が可能な構造だが定期列車では行われていない。
のりば
| 番線   | 路線    | 方向 | 行先     |
| ------ | ------- | ---- | -------- |
| 駅舎側 | ■弘南線 | 下り | 黒石方面 |
| 反対側 | ■弘南線 | 上り | 弘前方面 |

※案内上ののりば番号は割り当てられていない。
備考
- 当駅を発着する列車は右側通行となっている。
- 平日の7時00分から11時00分まで委託駅員が配置され、硬券も発売している。駅員配置・無配置時間では解放区域が異なる。
- 2021年7月1日より、構内に利用者が演奏できるエレクトリックアコースティックギターが設置されている（ストリートピアノに倣い、「ストリートギター」と称する）。当初は（同年8月までの）2ヵ月間限定となっていたが、設置を延長することが決定した[注釈 1][1]。

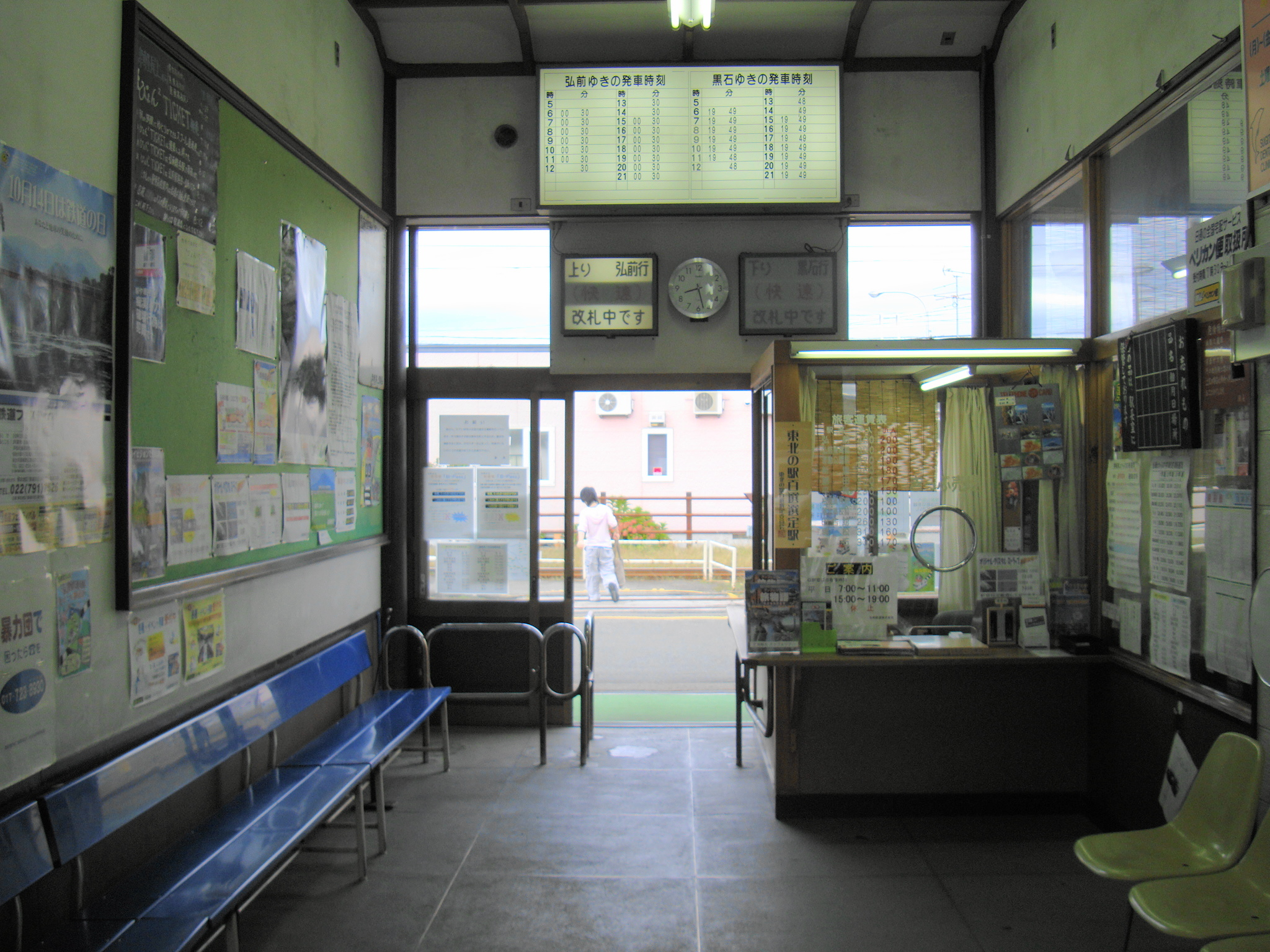
窓口・改札口
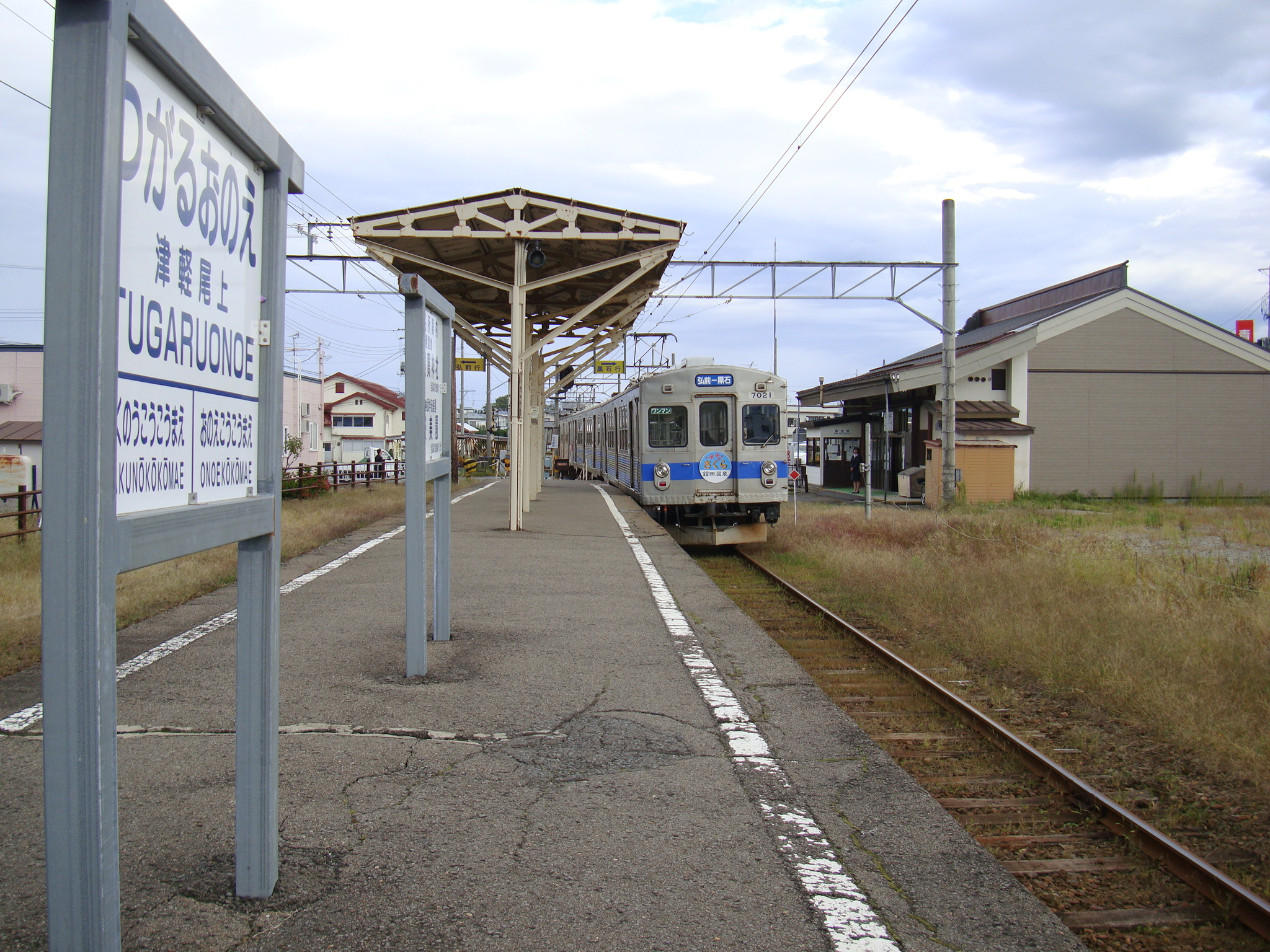
ホーム
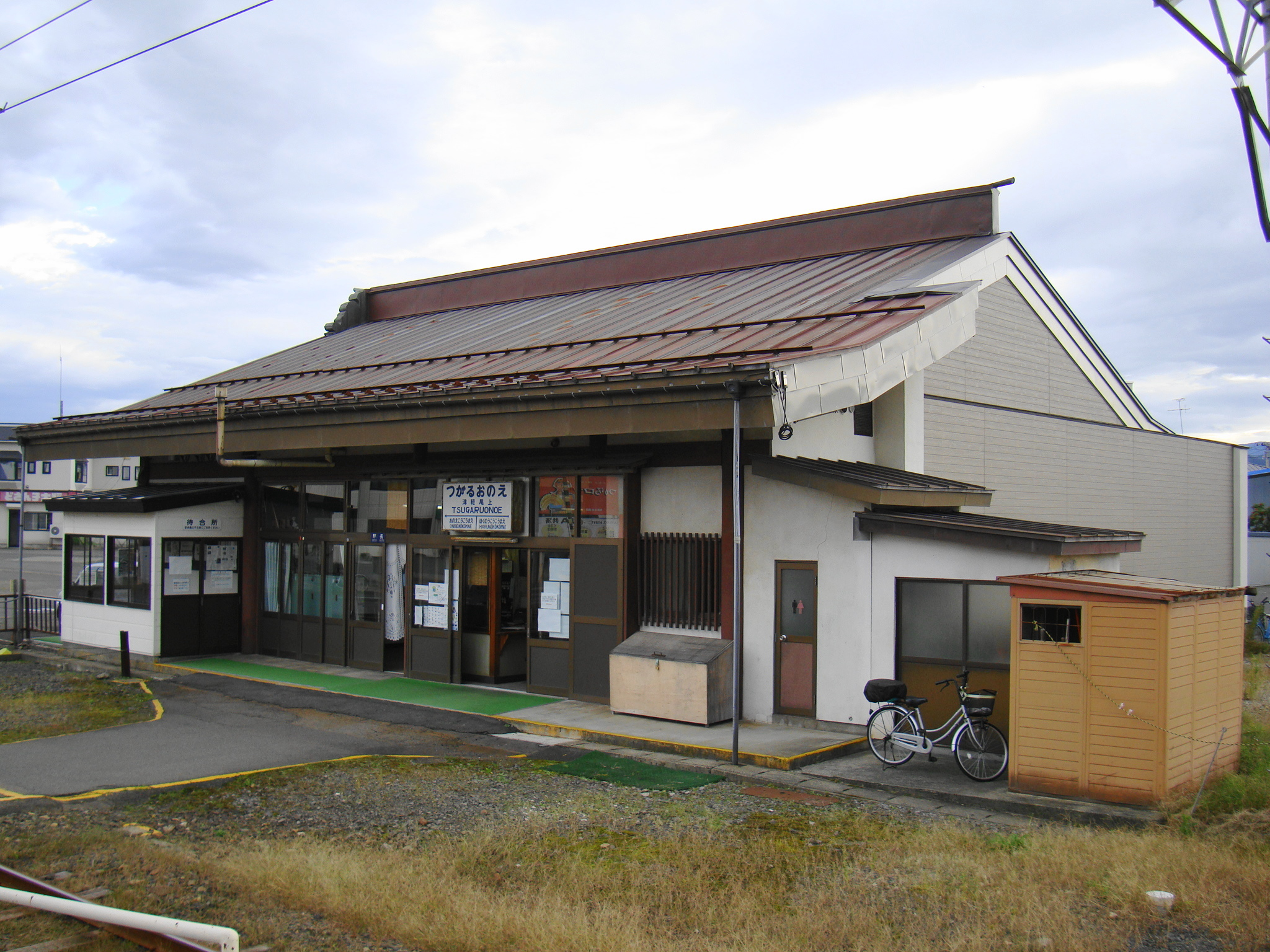
ホーム側から駅舎を見る

## 利用状況
| 1日乗降人員推移 | 1日乗降人員推移 |
| 年度            | 1日平均人数     |
| --------------- | --------------- |
| 2011年          | 440             |
| 2012年          | 461             |
| 2013年          | 442             |
| 2014年          | 395             |
| 2015年          | 381             |
| 2016年          | 393             |
| 2017年          | 416             |

## 駅周辺
- 尾上地域福祉センター（尾上児童館）
- 尾上タクシー 本社
- 尾上郵便局
- 清藤氏書院庭園
- 黒石警察署 尾上駐在所
- 生涯学習センター（尾上図書館）
- 盛美園
- 津軽みらい農業協同組合 尾上支店・尾上西支店・東支店 （店舗内店舗）
- 東奥信用金庫 尾上支店
- 平川市立尾上中学校
- 平川市役所 尾上総合支所 （旧・尾上町役場）
- 大和温泉（駅前温泉）[4]
- 青森県道106号尾上停車場線

## バス路線

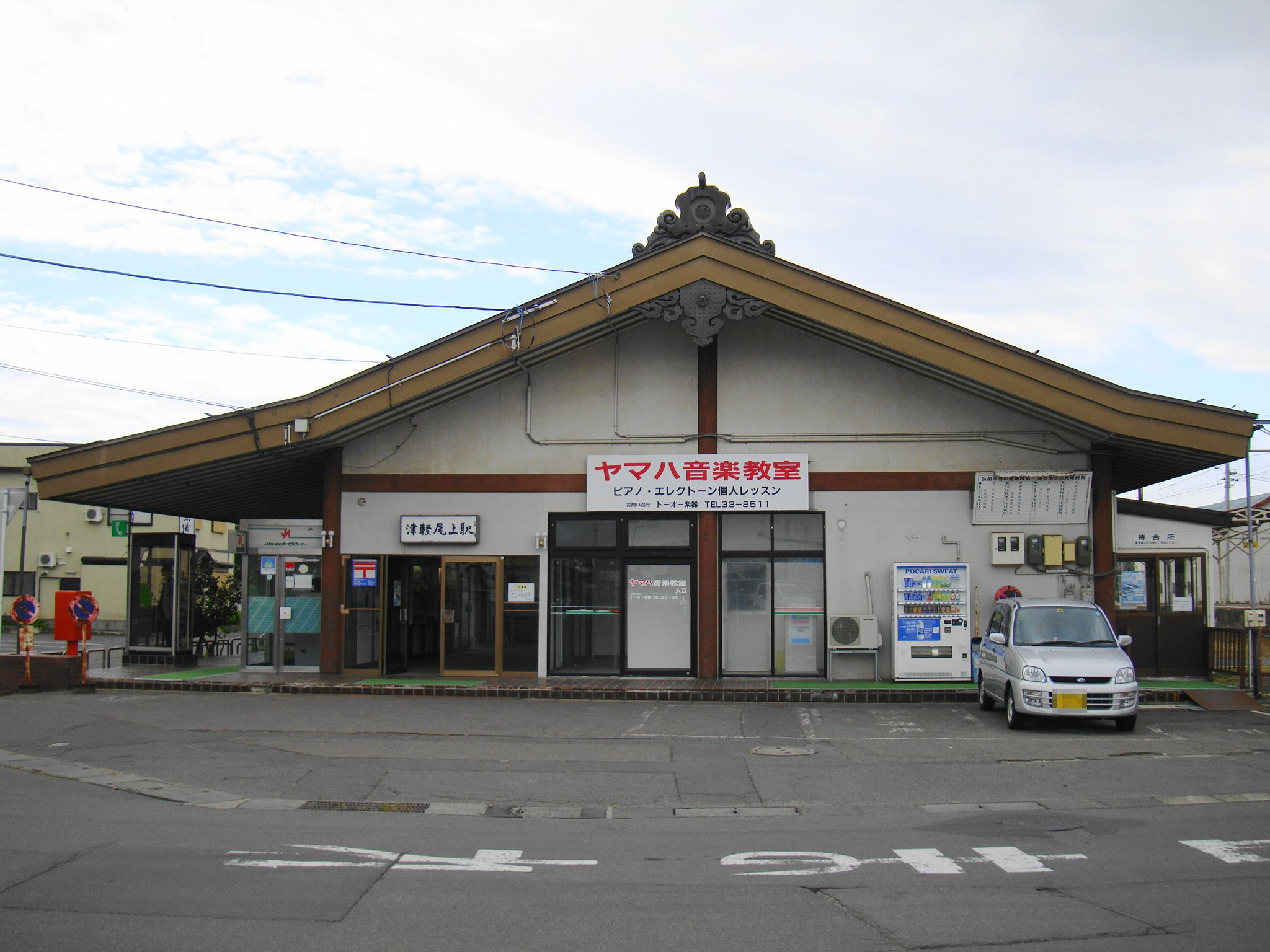
バス乗り場側出入口の様子（駅員不在時用の待合室がある）

尾上駅前
- 弘南バス
  - 日沼経由 弘前バスターミナル線
  - 高賀野経由 黒石営業所線
- 平川市循環バス
  - 金屋線 （月曜・水曜・金曜のみ運行）
    - 金屋センター行
    - 平賀駅前行

  - 日沼線 （火曜・木曜・土曜のみ運行）
    - 日沼西口行
    - 平賀駅前行

## その他
- 「坂上田村麻呂が建立したと伝えられる猿賀神社にあやかってつくられた神殿造の駅舎」として、東北の駅百選に選定された。

## 隣の駅
弘南鉄道
■弘南線
柏農高校前駅（KK 07） - 津軽尾上駅（KK 08） - 尾上高校前駅（KK 09）